# Sendmail
Sendmail is een veelgebruikte opensource-mailserver of mail transfer agent (MTA) die begin jaren 80 werd ontwikkeld op de Universiteit van Californië - Berkeley door Eric Allman.
Ondanks de reputatie dat Sendmail geen eenvoudig programma is voor (beginnende) systeembeheerders, wordt het computerprogramma volgens een onderzoek in januari 2007 op 32% van de computerservers gebruikt die zorgen voor het e-mail-verkeer.
Sendmail heeft haar populariteit te danken aan haar grote flexibiliteit, uitgebreide mogelijkheden en bewezen robuustheid onder hoge load en bulk dataverkeer. Sendmail ondersteunt voor het verzenden van e-mail over een computernetwerk meerdere protocollen, waaronder het populaire en de facto standaard SMTP.
Sendmail is ontstaan in de begindagen van het internet, toen veiligheidsoverwegingen nog geen primaire rol speelden bij de ontwikkeling van netwerksoftware. Vroege versies van Sendmail hadden een aantal kwetsbaarheden en beveiligingsproblemen die in de loop der jaren zijn gecorrigeerd. The UNIX-HATERS Handbook wijdde een volledig hoofdstuk aan de problemen en zwakheden van sendmail.
Sendmail wordt aangeboden in een vrije en een commerciële versie.